# Marie-Laure (actrice)
Marie Laure, née Rogine Zouzouo et morte le 23 octobre 2011, est une actrice, comédienne ivoirienne. Elle est connue dans le rôle de Marie Laure dans la série Ma Famille la femme de ménage de Michel Gohou.

## Biographie
Rogine Zouzouo a été connu grâce à la série Ma famille dans laquelle elle a joué le rôle de la femme de ménage de Michel Gohou. Après avoir lutté six longs mois contre une maladie des reins, elle est décédée le 23 octobre 2011 au CHU de Treichville, à Abidjan.

## Filmographie
Série
- Ma famille